# Senatorowie XI kadencji Senatu Rzeczypospolitej Polskiej
Senatorowie XI kadencji Senatu Rzeczypospolitej Polskiej zostali wyłonieni podczas wyborów parlamentarnych 15 października 2023.
Pierwsze posiedzenie odbyło się 13 listopada 2023. Kadencja Senatu trwa od 13 listopada 2023.
100 senatorów wyłoniono w okręgach jednomandatowych na zasadzie większości względnej.
Kluby i koła na pierwszym posiedzeniu Senatu XI kadencji i stan aktualny.
| \| Ugrupowanie polityczne \| Ugrupowanie polityczne \| XI 2023 \| V 2025 \| +/- \| \| ---------------------- \| --------------------------- \| ------- \| ------ \| --- \| \| \| Koalicja Obywatelska \| 41 \| 42 \| 1 \| \| \| Prawo i Sprawiedliwość \| 34 \| 34 \| \| \| \| Trzecia Droga[b] \| 12 \| 12 \| \| \| \| Lewica \| 9 \| 8 \| 1 \| \| \| Niezależni i Samorządni \| 4 \| 3 \| 1 \| \| \| Senatorowie niezrzeszeni[c] \| – \| 1 \| – \| \| Razem \| Razem \| 100 \| 100 \| 100 \| | Podział 100 mandatów: Lewica: 9 KO: 41 NiS: 4 TD: 12 PiS: 34 |         |        |     |
| Ugrupowanie polityczne | Ugrupowanie polityczne                                       | XI 2023 | V 2025 | +/- |
| | Koalicja Obywatelska                                         | 41      | 42     | 1   |
| | Prawo i Sprawiedliwość                                       | 34      | 34     |     |
| | Trzecia Droga                                                | 12      | 12     |     |
| | Lewica                                                       | 9       | 8      | 1   |
| | Niezależni i Samorządni                                      | 4       | 3      | 1   |
| | Senatorowie niezrzeszeni                                     | –       | 1      | –   |
| Razem | Razem                                                        | 100     | 100    | 100 |

## Dane zbiorcze o senatorach wybranych 15 października 2023
Przynależność do partii politycznych deklarowało 86 senatorów: 36 – Platforma Obywatelska RP, 29 – Prawo i Sprawiedliwość, 5 – Nowa Lewica, po 4 – Polskie Stronnictwo Ludowe i Polska 2050 Szymona Hołowni, 2 – Lewica Razem, po 1 – Centrum dla Polski, Polska Partia Socjalistyczna, Porozumienie, Suwerenna Polska, Unia Europejskich Demokratów i Unia Pracy; 14 senatorów było bezpartyjnych.

## Prezydium Senatu XI kadencji
| Senator                                                              | Senator                   | Funkcja                    | Komitet wyborczy                                                                        | Czas pełnienia funkcji | Czas pełnienia funkcji |
| Senator                                                              | Senator                   | Funkcja                    | Komitet wyborczy                                                                        | Od                     | Do                     |
| -------------------------------------------------------------------- | ------------------------- | -------------------------- | --------------------------------------------------------------------------------------- | ---------------------- | ---------------------- |
|                                                                      | Michał Seweryński         | Marszałek senior           | KP Prawo i Sprawiedliwość                                                               | 13 listopada 2023(dts) | 13 listopada 2023(dts) |
| Marszałek senior przewodniczy obradom Senatu przed wyborem Prezydium |                           |                            |                                                                                         |                        |                        |
|                                                                      | Małgorzata Kidawa-Błońska | Marszałek Senatu           | KP Koalicja Obywatelska – Platforma Obywatelska, Nowoczesna, Inicjatywa Polska, Zieloni | 13 listopada 2023(dts) | pełni funkcję          |
|                                                                      | Magdalena Biejat          | Wicemarszałek Senatu       | Koalicyjny KP Lewicy (Nowa Lewica, PPS, Unia Pracy)                                     | 13 listopada 2023(dts) | pełni funkcję          |
|                                                                      | Rafał Grupiński           | Wicemarszałek Senatu       | KP Koalicja Obywatelska – Platforma Obywatelska, Nowoczesna, Inicjatywa Polska, Zieloni | 13 listopada 2023(dts) | pełni funkcję          |
|                                                                      | Michał Kamiński           | Wicemarszałek Senatu       | Klub Senacki Trzecia Droga                                                              | 13 listopada 2023(dts) | pełni funkcję          |
| Maciej Żywno                                                         | Wicemarszałek Senatu      | Klub Senacki Trzecia Droga | 13 listopada 2023(dts)                                                                  | pełni funkcję          |                        |

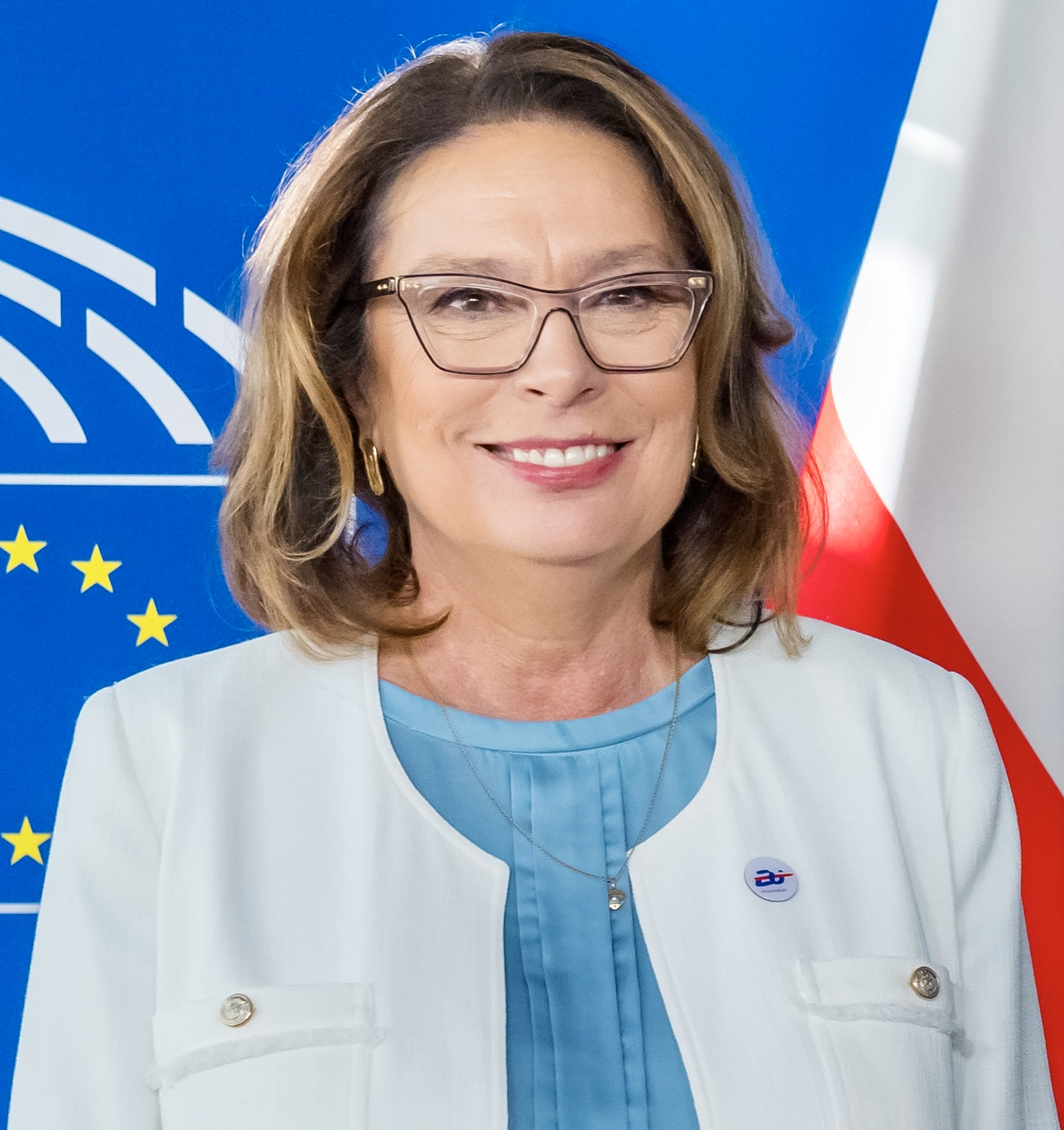
Małgorzata Kidawa-Błońska – marszałek Senatu XI kadencji

Funkcję sekretarzy Senatu pełnią: Rafał Ambrozik, Ewa Kaliszuk, Agnieszka Kołacz-Leszczyńska, Piotr Masłowski, Joanna Sekuła, Aleksander Szwed, Anna Górska oraz Maciej Górski.

## Senatorowie wybrani 15 października 2023
Opracowane na podstawie danych Państwowej Komisji Wyborczej.
Kolorem szarym wyróżniono senatorów, których mandat wygasł w czasie trwania kadencji izby.
| Zdjęcie                        |                              | Senator                                    | Komitet wyborczy                                                           | Okręg                   | Największe miasto | Dotychczasowy staż parlamentarny | % głosów |
| ------------------------------ | ---------------------------- | ------------------------------------------ | -------------------------------------------------------------------------- | ----------------------- | --- | --- | -------- |
| Rafał Ambrozik                 |                              | Rafał Ambrozik                             | Prawo i Sprawiedliwość                                                     | 29                      | Tomaszów Mazowiecki | senator IX i X kadencji (2015–2023) | 46,28    |
| Włodzimierz Bernacki           | Włodzimierz Bernacki         | Prawo i Sprawiedliwość                     | 34                                                                         | Bochnia                 | senator X kadencji (2019–2023) poseł na Sejm VII i VIII kadencji (2011–2019)                                                              | 46,42 |          |
| Halina Bieda                   |                              | Halina Bieda                               | KKW Koalicja Obywatelska PO .N iPL Zieloni                                 | 71                      | Zabrze | senator X kadencji (2019–2023) | 57,70    |
| Magdalena Biejat               |                              | Magdalena Biejat                           | Nowa Lewica                                                                | 45                      | Warszawa | poseł na Sejm IX kadencji (2019–2023) | 72,40    |
|                                |                              | Krzysztof Bieńkowski                       | Prawo i Sprawiedliwość                                                     | 39                      | Ciechanów | wybrany po raz pierwszy | 47,25    |
| Grzegorz Bierecki              | Grzegorz Bierecki            | Prawo i Sprawiedliwość                     | 17                                                                         | Biała Podlaska          | senator VIII, IX i X kadencji (2011–2023)                                                                                                 | 53,74 |          |
| Przemysław Błaszczyk           | Przemysław Błaszczyk         | Prawo i Sprawiedliwość                     | 25                                                                         | Kutno                   | senator VII, VIII, IX i X kadencji (2007–2023)                                                                                            | 46,48 |          |
| Ryszard Bober                  |                              | Ryszard Bober                              | KKW Trzecia Droga Polska 2050 Szymona Hołowni – Polskie Stronnictwo Ludowe | 12                      | Grudziądz | senator X kadencji (2019–2023) | 51,00    |
| Adam Bodnar                    |                              | Adam Bodnar                                | KKW Koalicja Obywatelska PO .N iPL Zieloni                                 | 44                      | Warszawa | wybrany po raz pierwszy | 76,47    |
|                                |                              | Anna Bogucka                               | Prawo i Sprawiedliwość                                                     | 61                      | Bielsk Podlaski | wybrana po raz pierwszy | 46,94    |
| Marek Borowski                 |                              | Marek Borowski                             | KKW Koalicja Obywatelska PO .N iPL Zieloni                                 | 42                      | Warszawa | senator VIII, IX i X kadencji (2011–2023) poseł na Sejm I, II, III, IV i VI kadencji (1991–2005, 2007–2011)                                                               | 69,72    |
| Bogdan Borusewicz              | Bogdan Borusewicz            | KKW Koalicja Obywatelska PO .N iPL Zieloni | 65                                                                         | Gdańsk                  | senator VI, VII, VIII, IX i X kadencji (2005–2023) poseł na Sejm I, II i III kadencji (1991–2001)                                         | 70,12 |          |
|                                | Ryszard Brejza               | KKW Koalicja Obywatelska PO .N iPL Zieloni | 10                                                                         | Inowrocław              | poseł na Sejm III kadencji (1997–2001) | 44,06 |          |
| Gustaw Marek Brzezin           |                              | Gustaw Brzezin                             | KKW Trzecia Droga Polska 2050 Szymona Hołowni – Polskie Stronnictwo Ludowe | 85                      | Ostróda | wybrany po raz pierwszy | 49,06    |
| Jerzy Chróścikowski            |                              | Jerzy Chróścikowski                        | Prawo i Sprawiedliwość                                                     | 19                      | Zamość | senator IV, VI, VII, VIII, IX i X kadencji (1997–2001, 2005–2023) | 47,61    |
| Leszek Czarnobaj               |                              | Leszek Czarnobaj                           | KKW Koalicja Obywatelska PO .N iPL Zieloni                                 | 67                      | Malbork | senator VIII, IX i X kadencji (2011–2023) | 52,56    |
| Grzegorz Czelej                |                              | Grzegorz Czelej                            | Prawo i Sprawiedliwość                                                     | 15                      | Świdnik | senator VII, VIII, IX i X kadencji (2007–2023) | 52,50    |
| Wiesław Dobkowski              | Wiesław Dobkowski            | Prawo i Sprawiedliwość                     | 28                                                                         | Piotrków Trybunalski    | senator VII, VIII, IX i X kadencji (2007–2023)                                                                                            | 41,04 |          |
| Artur Dunin                    |                              | Artur Dunin                                | KKW Koalicja Obywatelska PO .N iPL Zieloni                                 | 23                      | Łódź | senator X kadencji (2019–2023) poseł na Sejm VI, VII i VIII kadencji (2007–2019)                                                                                          | 71,81    |
| Wiktor Durlak                  |                              | Wiktor Durlak                              | Prawo i Sprawiedliwość                                                     | 37                      | Nowy Sącz | senator X kadencji (2019–2023) | 52,71    |
| Waldy Dzikowski                |                              | Waldy Dzikowski                            | KKW Koalicja Obywatelska PO .N iPL Zieloni                                 | 90                      | Swarzędz | poseł na Sejm IV, V, VI, VII, VIII i IX kadencji (2001–2023) | 75,07    |
| Andrzej Dziuba                 |                              | Andrzej Dziuba                             | KWW Andrzej Dziuba – Pakt Senacki                                          | 75                      | Tychy | wybrany po raz pierwszy | 56,65    |
|                                |                              | Grzegorz Fedorowicz                        | KKW Trzecia Droga Polska 2050 Szymona Hołowni – Polskie Stronnictwo Ludowe | 92                      | Gniezno | wybrany po raz pierwszy | 49,93    |
| Jerzy Fedorowicz               |                              | Jerzy Fedorowicz                           | KKW Koalicja Obywatelska PO .N iPL Zieloni                                 | 32                      | Kraków | senator IX i X kadencji (2015–2023) poseł na Sejm V, VI i VII kadencji (2005–2015)                                                                                        | 67,06    |
| Zygmunt Frankiewicz            |                              | Zygmunt Frankiewicz                        | KWW Zygmunt Frankiewicz – Pakt Senacki                                     | 70                      | Gliwice | senator X kadencji (2019–2023) | 67,78    |
| Leszek Galemba                 |                              | Leszek Galemba                             | Prawo i Sprawiedliwość                                                     | 93                      | Konin | poseł na Sejm VIII i IX kadencji (2015–2023) | 44,06    |
| Stanisław Gawłowski            |                              | Stanisław Gawłowski                        | KKW Koalicja Obywatelska PO .N iPL Zieloni                                 | 100                     | Koszalin | senator X kadencji (2019–2023) poseł na Sejm V, VI, VII i VIII kadencji (2005–2019)                                                                                       | 42,50    |
| Beniamin Godyla                | Beniamin Godyla              | KKW Koalicja Obywatelska PO .N iPL Zieloni | 53                                                                         | Kędzierzyn-Koźle        | senator X kadencji (2019–2023) | 50,40 |          |
| Stanisław Gogacz               |                              | Stanisław Gogacz                           | Prawo i Sprawiedliwość                                                     | 14                      | Puławy | senator IV, VII, VIII, IX i X kadencji (1997–2001, 2007–2023) | 52,82    |
| Mieczysław Golba               | Mieczysław Golba             | Prawo i Sprawiedliwość                     | 58                                                                         | Przemyśl                | senator IX i X kadencji (2015–2023) poseł na Sejm V, VI i VII kadencji (2005–2015)                                                        | 49,20 |          |
| Agnieszka Gorgoń-Komor         |                              | Agnieszka Gorgoń-Komor                     | KKW Koalicja Obywatelska PO .N iPL Zieloni                                 | 78                      | Bielsko-Biała | senator X kadencji (2019–2023) | 49,45    |
|                                |                              | Anna Górska                                | Nowa Lewica                                                                | 63                      | Chojnice | wybrana po raz pierwszy | 38,17    |
| Maciej Górski                  |                              | Maciej Górski                              | Prawo i Sprawiedliwość                                                     | 47                      | Mińsk Mazowiecki | poseł na Sejm IX kadencji (2019–2023) | 51,11    |
| Tomasz Grodzki                 |                              | Tomasz Grodzki                             | KKW Koalicja Obywatelska PO .N iPL Zieloni                                 | 97                      | Szczecin | senator IX i X kadencji (2015–2023) | 69,61    |
| Janusz Gromek                  | Janusz Gromek                | KKW Koalicja Obywatelska PO .N iPL Zieloni | 99                                                                         | Kołobrzeg               | senator X kadencji (2019–2023) | 55,58 |          |
| Rafał Grupiński                | Rafał Grupiński              | KKW Koalicja Obywatelska PO .N iPL Zieloni | 91                                                                         | Poznań                  | poseł na Sejm V, VI, VII, VIII i IX (2005–2023)                                                                                           | 77,64 |          |
| Jan Hamerski                   |                              | Jan Hamerski                               | Prawo i Sprawiedliwość                                                     | 36                      | Nowy Targ | senator IX i X kadencji (2015–2023) | 54,14    |
| Jolanta Hibner                 |                              | Jolanta Hibner                             | KKW Koalicja Obywatelska PO .N iPL Zieloni                                 | 40                      | Legionowo | senator X kadencji (2019–2023) poseł na Sejm V, VI i VIII kadencji (2005–2009, 2015–2019) poseł do Parlamentu Europejskiego VII kadencji (2009–2014)                      | 48,23    |
| Tadeusz Jarmuziewicz           | Tadeusz Jarmuziewicz         | KKW Koalicja Obywatelska PO .N iPL Zieloni | 51                                                                         | Nysa                    | poseł na Sejm III, IV, V, VI i VII kadencji (1997–2015)                                                                                   | 46,76 |          |
|                                |                              | Józef Jodłowski                            | Prawo i Sprawiedliwość                                                     | 56                      | Rzeszów | wybrany po raz pierwszy | 42,53    |
|                                | Andrzej Kalata               | Prawo i Sprawiedliwość                     | 79                                                                         | Cieszyn                 | wybrany po raz pierwszy | 39,59 |          |
|                                |                              | Ewa Kaliszuk                               | KKW Koalicja Obywatelska PO .N iPL Zieloni                                 | 86                      | Olsztyn | wybrana po raz pierwszy | 43,78    |
| Michał Kamiński                |                              | Michał Kamiński                            | KKW Trzecia Droga Polska 2050 Szymona Hołowni – Polskie Stronnictwo Ludowe | 41                      | Pruszków | senator X kadencji (2019–2023) poseł na Sejm III, IV i VIII kadencji (1997–2004, 2015–2019) poseł do Parlamentu Europejskiego V, VI i VII kadencji (2004–2007, 2009–2014) | 53,44    |
| Stanisław Karczewski           |                              | Stanisław Karczewski                       | Prawo i Sprawiedliwość                                                     | 49                      | Kozienice | senator VI, VII, VIII, IX i X kadencji (2005–2023) | 51,78    |
|                                |                              | Marcin Karpiński                           | Nowa Lewica                                                                | 26                      | Pabianice | wybrany po raz pierwszy | 50,14    |
|                                |                              | Małgorzata Kidawa-Błońska                  | KKW Koalicja Obywatelska PO .N iPL Zieloni                                 | 43                      | Warszawa | poseł na Sejm V, VI, VII, VIII i IX (2005–2023) | 74,70    |
| Kazimierz Kleina               | Kazimierz Kleina             | KKW Koalicja Obywatelska PO .N iPL Zieloni | 62                                                                         | Słupsk                  | senator IV, VII, VIII, IX i X kadencji (1997–2001, 2007–2023) poseł na Sejm V kadencji (2005–2007)                                        | 57,84 |          |
| Bogdan Klich                   | Bogdan Klich                 | KKW Koalicja Obywatelska PO .N iPL Zieloni | 33                                                                         | Kraków                  | senator VIII, IX i X kadencji (2011–2023) poseł na Sejm IV kadencji (2001–2004) poseł do Parlamentu Europejskiego VI kadencji (2004–2007) | 70,90 |          |
| Andrzej Kobiak                 | Andrzej Kobiak               | KKW Koalicja Obywatelska PO .N iPL Zieloni | 9                                                                          | Bydgoszcz               | senator VIII, IX i X kadencji (2011–2023)                                                                                                 | 58,31 |          |
| Magdalena Kochan               | Magdalena Kochan             | KKW Koalicja Obywatelska PO .N iPL Zieloni | 98                                                                         | Stargard                | senator X kadencji (2019–2023) poseł na Sejm V, VI, VII i VIII kadencji (2005–2019)                                                       | 62,90 |          |
| Agnieszka Kołacz-Leszczyńska   | Agnieszka Kołacz-Leszczyńska | KKW Koalicja Obywatelska PO .N iPL Zieloni | 4                                                                          | Wałbrzych               | senator X kadencji (2019–2023) poseł na Sejm VII i VIII kadencji (2011–2019)                                                              | 58,68 |          |
| Władysław Komarnicki           | Władysław Komarnicki         | KKW Koalicja Obywatelska PO .N iPL Zieloni | 21                                                                         | Gorzów Wielkopolski     | senator IX i X kadencji (2015–2023) | 58,14 |          |
| Marek Komorowski               |                              | Marek Komorowski                           | Prawo i Sprawiedliwość                                                     | 59                      | Suwałki | senator X kadencji (2019–2023) | 48,25    |
| Wojciech Konieczny             |                              | Wojciech Konieczny                         | Nowa Lewica                                                                | 69                      | Częstochowa | senator X kadencji (2019–2023) | 49,44    |
| Maciej Kopiec                  | Maciej Kopiec                | Nowa Lewica                                | 80                                                                         | Katowice                | poseł na Sejm IX kadencji (2019–2023) | 51,50 |          |
| Waldemar Kraska                |                              | Waldemar Kraska                            | Prawo i Sprawiedliwość                                                     | 48                      | Siedlce | senator VI, VII, VIII, IX i X kadencji (2005–2023) | 51,57    |
| Krzysztof Kukucki              |                              | Krzysztof Kukucki                          | Nowa Lewica                                                                | 13                      | Włocławek | wybrany po raz pierwszy | 46,05    |
| Krzysztof Kwiatkowski          |                              | Krzysztof Kwiatkowski                      | KWW Krzysztof Kwiatkowski – Pakt Senacki                                   | 24                      | Łódź | senator VII i X kadencji (2007–2011, 2019–2023) poseł na Sejm VII kadencji (2011–2013)                                                                                    | 59,90    |
| Tomasz Lenz                    |                              | Tomasz Lenz                                | KKW Koalicja Obywatelska PO .N iPL Zieloni                                 | 11                      | Toruń | poseł na Sejm V, VI, VII, VIII i IX kadencji (2005–2023) | 66,98    |
| Jan Libicki                    |                              | Jan Libicki                                | KKW Trzecia Droga Polska 2050 Szymona Hołowni – Polskie Stronnictwo Ludowe | 89                      | Szamotuły | senator VIII, IX i X kadencji (2011–2023) poseł na Sejm V i VI kadencji (2005–2007, 2008–2011)                                                                            | 58,34    |
| Ryszard Majer                  |                              | Ryszard Majer                              | Prawo i Sprawiedliwość                                                     | 68                      | Myszków | senator IX i X kadencji (2015–2023) | 36,07    |
| Beata Małecka-Libera           |                              | Beata Małecka-Libera                       | KKW Koalicja Obywatelska PO .N iPL Zieloni                                 | 76                      | Dąbrowa Górnicza | senator X kadencji (2019–2023) poseł na Sejm V, VI, VII i VIII kadencji (2005–2019)                                                                                       | 52,37    |
| Robert Mamątow                 |                              | Robert Mamątow                             | Prawo i Sprawiedliwość                                                     | 46                      | Ostrołęka | senator VIII, IX i X kadencji (2011–2023) | 43,09    |
|                                |                              | Piotr Masłowski                            | KKW Trzecia Droga Polska 2050 Szymona Hołowni – Polskie Stronnictwo Ludowe | 73                      | Rybnik | wybrany po raz pierwszy | 40,86    |
| Ewa Matecka                    |                              | Ewa Matecka                                | KKW Koalicja Obywatelska PO .N iPL Zieloni                                 | 95                      | Ostrów Wielkopolski | senator X kadencji (2019–2023) | 44,43    |
| Gabriela Morawska-Stanecka     | Gabriela Morawska-Stanecka   | KKW Koalicja Obywatelska PO .N iPL Zieloni | 74                                                                         | Ruda Śląska             | senator X kadencji (2019–2023) | 47,75 |          |
| Andrzej Pająk                  |                              | Andrzej Pająk                              | Prawo i Sprawiedliwość                                                     | 30                      | Oświęcim | senator VIII, IX i X kadencji (2011–2023) poseł na Sejm VI kadencji (2011)                                                                                                | 41,94    |
| Waldemar Pawlak                |                              | Waldemar Pawlak                            | KKW Trzecia Droga Polska 2050 Szymona Hołowni – Polskie Stronnictwo Ludowe | 38                      | Płock | poseł na Sejm PRL X kadencji (1989-1991) poseł na Sejm I, II, III, IV, V, VI, VII kadencji (1991–2015)                                                                    | 42,37    |
| Janusz Pęcherz                 |                              | Janusz Pęcherz                             | KKW Koalicja Obywatelska PO .N iPL Zieloni                                 | 96                      | Kalisz | senator X kadencji (2019–2023) | 40,64    |
| Marek Pęk                      |                              | Marek Pęk                                  | Prawo i Sprawiedliwość                                                     | 31                      | Olkusz | senator IX i X kadencji (2015–2023) | 43,93    |
| Jolanta Piotrowska             |                              | Jolanta Piotrowska                         | KKW Koalicja Obywatelska PO .N iPL Zieloni                                 | 87                      | Ełk | wybrana po raz pierwszy | 43,25    |
| Zdzisław Pupa                  |                              | Zdzisław Pupa                              | Prawo i Sprawiedliwość                                                     | 55                      | Mielec | senator VII, VIII, IX i X kadencji (2007–2011, 2013–2023) poseł na Sejm III kadencji (1997–2001)                                                                          | 57,66    |
| Jarosław Rusiecki              | Jarosław Rusiecki            | Prawo i Sprawiedliwość                     | 82                                                                         | Ostrowiec Świętokrzyski | senator VIII, IX i X kadencji (2014–2023) poseł na Sejm V, VI i VII kadencji (2005–2014)                                                  | 39,47 |          |
| Sławomir Rybicki               |                              | Sławomir Rybicki                           | KKW Koalicja Obywatelska PO .N iPL Zieloni                                 | 64                      | Gdynia | senator IX i X kadencji (2015–2023) poseł na Sejm IV, V, VI i VII kadencji (2001–2012)                                                                                    | 73,16    |
| Mirosław Różański              |                              | Mirosław Różański                          | KKW Trzecia Droga Polska 2050 Szymona Hołowni – Polskie Stronnictwo Ludowe | 20                      | Zielona Góra | wybrany po raz pierwszy | 59,15    |
| Janina Sagatowska              |                              | Janina Sagatowska                          | Prawo i Sprawiedliwość                                                     | 54                      | Stalowa Wola | senator IV, V, VIII, IX i X kadencji (1997–2005, 2011–2023) | 53,49    |
| Grzegorz Schetyna              |                              | Grzegorz Schetyna                          | KKW Koalicja Obywatelska PO .N iPL Zieloni                                 | 7                       | Wrocław | poseł na Sejm III, IV, V, VI, VII, VIII i IX kadencji (1997–2023) | 61,21    |
| Joanna Sekuła                  | Joanna Sekuła                | KKW Koalicja Obywatelska PO .N iPL Zieloni | 77                                                                         | Sosnowiec               | senator X kadencji (2019–2023) | 55,16 |          |
| Małgorzata Sekuła-Szmajdzińska |                              | Małgorzata Sekuła-Szmajdzińska             | Nowa Lewica                                                                | 3                       | Legnica | poseł VII i IX kadencji (2011–2015, 2019–2023) | 38,37    |
| Michał Seweryński              |                              | Michał Seweryński                          | Prawo i Sprawiedliwość                                                     | 27                      | Zduńska Wola | senator VIII, IX i X kadencji (2011–2023) | 45,47    |
|                                |                              | Henryk Siedlaczek                          | KKW Koalicja Obywatelska PO .N iPL Zieloni                                 | 72                      | Jastrzębie-Zdrój | poseł na Sejm V, VI i VII kadencji (2005–2015) | 39,30    |
| Wojciech Skurkiewicz           |                              | Wojciech Skurkiewicz                       | Prawo i Sprawiedliwość                                                     | 50                      | Radom | senator VII, VIII i X kadencji (2007–2015, 2019–2023) poseł na Sejm VIII kadencji (2015–2019)                                                                             | 47,96    |
| Krzysztof Słoń                 | Krzysztof Słoń               | Prawo i Sprawiedliwość                     | 83                                                                         | Kielce                  | senator VIII, IX i X kadencji (2011–2023)                                                                                                 | 40,04 |          |
| Adam Szejnfeld                 |                              | Adam Szejnfeld                             | KKW Koalicja Obywatelska PO .N iPL Zieloni                                 | 88                      | Piła | senator X kadencji (2019–2023) poseł na Sejm III, IV, V, VI i VII kadencji (1997–2014) poseł do Parlamentu Europejskiego VIII kadencji (2014–2019)                        | 49,81    |
| Aleksander Szwed               |                              | Aleksander Szwed                           | Prawo i Sprawiedliwość                                                     | 5                       | Dzierżoniów | senator IX i X kadencji (2015–2023) | 35,77    |
| Ryszard Świlski                |                              | Ryszard Świlski                            | KKW Koalicja Obywatelska PO .N iPL Zieloni                                 | 66                      | Tczew | senator X kadencji (2019–2023) | 56,91    |
|                                |                              | Jacek Trela                                | KKW Trzecia Droga Polska 2050 Szymona Hołowni – Polskie Stronnictwo Ludowe | 16                      | Lublin | wybrany po raz pierwszy | 48,48    |
| Wadim Tyszkiewicz              |                              | Wadim Tyszkiewicz                          | KWW Wadim Tyszkiewicz – Pakt Senacki                                       | 22                      | Nowa Sól | senator X kadencji (2019–2023) | 67,95    |
| Kazimierz Ujazdowski           |                              | Kazimierz Ujazdowski                       | KKW Trzecia Droga Polska 2050 Szymona Hołowni – Polskie Stronnictwo Ludowe | 6                       | Oleśnica | senator X kadencji (2019–2023) poseł na Sejm I, III, IV, V, VI i VII kadencji (1991–1993, 1997–2014) poseł do Parlamentu Europejskiego VIII kadencji (2014–2019)          | 48,46    |
| Jerzy Wcisła                   |                              | Jerzy Wcisła                               | KKW Koalicja Obywatelska PO .N iPL Zieloni                                 | 84                      | Elbląg | senator IX i X kadencji (2015–2023) | 57,04    |
| Kazimierz Wiatr                |                              | Kazimierz Wiatr                            | Prawo i Sprawiedliwość                                                     | 35                      | Tarnów | senator VI, VII, VIII, IX i X kadencji (2005–2023) | 47,12    |
| Waldemar Witkowski             |                              | Waldemar Witkowski                         | Nowa Lewica                                                                | 1                       | Bolesławiec | wybrany po raz pierwszy | 39,36    |
|                                | Piotr Woźniak                | Nowa Lewica                                | 52                                                                         | Opole                   | wybrany po raz pierwszy | 52,29 |          |
| Jacek Włosowicz                |                              | Jacek Włosowicz                            | Prawo i Sprawiedliwość                                                     | 81                      | Końskie | senator VI, IX i X kadencji (2005–2007, 2015–2023) poseł do Parlamentu Europejskiego VII kadencji (2009–2014)                                                             | 49,01    |
| Alicja Zając                   | Alicja Zając                 | Prawo i Sprawiedliwość                     | 57                                                                         | Krosno                  | senator VII, VIII, IX i X kadencji (2010–2023)                                                                                            | 56,72 |          |
| Józef Zając                    |                              | Józef Zając                                | KWW Józefa Zająca                                                          | 18                      | Chełm | senator VIII, IX i X kadencji (2011–2023) | 44,09    |
| Marcin Zawiła                  |                              | Marcin Zawiła                              | KKW Koalicja Obywatelska PO .N iPL Zieloni                                 | 2                       | Jelenia Góra | poseł na Sejm II, III i VI kadencji (1993–2001, 2007−2010) | 42,03    |
| Barbara Zdrojewska             | Barbara Zdrojewska           | KKW Koalicja Obywatelska PO .N iPL Zieloni | 8                                                                          | Wrocław                 | senator IX i X kadencji (2015–2023) | 62,09 |          |
| Wojciech Ziemniak              | Wojciech Ziemniak            | KKW Koalicja Obywatelska PO .N iPL Zieloni | 94                                                                         | Leszno                  | senator X kadencji (2019–2023) poseł na Sejm V, VI, VII i VIII kadencji (2005–2019)                                                       | 49,72 |          |
| Maciej Żywno                   |                              | Maciej Żywno                               | KKW Trzecia Droga Polska 2050 Szymona Hołowni – Polskie Stronnictwo Ludowe | 60                      | Białystok | wybrany po raz pierwszy | 49,58    |

### Senatorowie wybrani w wyborach uzupełniających
| Zdjęcie |  | Senator           | Komitet wyborczy                           | Data wyboru   | Okręg | Największe miasto | Dotychczasowy staż parlamentarny            | % głosów |
| ------- |  | ----------------- | ------------------------------------------ | ------------- | ----- | ----------------- | ------------------------------------------- | -------- |
|         |  | Stanisław Pawlak  | Nowa Lewica                                | 21 lipca 2024 | 13    | Włocławek         | poseł na Sejm II i III kadencji (1993-2001) | 46,30    |
|         |  | Monika Piątkowska | KKW Koalicja Obywatelska PO .N iPL Zieloni | 16 marca 2025 | 33    | Kraków            | wybrana po raz pierwszy                     | 50,14    |

### Senatorowie, których mandat wygasł w trakcie kadencji (2 senatorów)
| Senator | Senator           | Data wygaśnięcia mandatu | Przyczyna                            | Następca | Następca          |
| ------- | ----------------- | ------------------------ | ------------------------------------ | -------- | ----------------- |
|         | Krzysztof Kukucki | 22 kwietnia 2024(dts)    | wybór na Prezydenta Miasta Włocławka |          | Stanisław Pawlak  |
|         | Bogdan Klich      | 17 listopada 2024(dts)   | zrzeczenie się mandatu               |          | Monika Piątkowska |

## Przynależność klubowa

### Stan aktualny
Senatorowie X kadencji zrzeszeni są w następujących klubach i kołach:
- Klub Parlamentarny Koalicja Obywatelska – Platforma Obywatelska, Nowoczesna, Inicjatywa Polska, Zieloni – 42 senatorów,
- Klub Parlamentarny Prawo i Sprawiedliwość – 34 senatorów,
- Klub Senacki Trzecia Droga – 12 senatorów,
- Koalicyjny Klub Parlamentarny Lewicy (Nowa Lewica, PPS, Unia Pracy) – 8 senatorów,
- Koło Senackie Niezależni i Samorządni – 3 senatorów.

Ponadto 1 senator jest niezrzeszony.
| Klub Parlamentarny Koalicja Obywatelska – Platforma Obywatelska, Nowoczesna, Inicjatywa Polska, Zieloni                                                                                          | Klub Parlamentarny Koalicja Obywatelska – Platforma Obywatelska, Nowoczesna, Inicjatywa Polska, Zieloni | Klub Parlamentarny Koalicja Obywatelska – Platforma Obywatelska, Nowoczesna, Inicjatywa Polska, Zieloni | Klub Parlamentarny Koalicja Obywatelska – Platforma Obywatelska, Nowoczesna, Inicjatywa Polska, Zieloni                                                            |
| --- | --- | --- | --- |
| | | | |
| - Halina Bieda - Adam Bodnar - Marek Borowski - Bogdan Borusewicz - Ryszard Brejza - Leszek Czarnobaj - Artur Dunin - Waldy Dzikowski - Jerzy Fedorowicz - Stanisław Gawłowski - Beniamin Godyla | - Agnieszka Gorgoń-Komor - Tomasz Grodzki - Janusz Gromek - Rafał Grupiński - Jolanta Hibner - Tadeusz Jarmuziewicz - Ewa Kaliszuk - Małgorzata Kidawa-Błońska - Kazimierz Kleina - Andrzej Kobiak - Magdalena Kochan | - Agnieszka Kołacz-Leszczyńska - Władysław Komarnicki - Krzysztof Kwiatkowski - Tomasz Lenz - Beata Małecka-Libera - Ewa Matecka - Gabriela Morawska-Stanecka - Janusz Pęcherz - Jolanta Piotrowska - Monika Piątkowska - Sławomir Rybicki | - Grzegorz Schetyna - Joanna Sekuła - Henryk Siedlaczek - Adam Szejnfeld - Ryszard Świlski - Jerzy Wcisła - Marcin Zawiła - Barbara Zdrojewska - Wojciech Ziemniak |
| Klub Parlamentarny Prawo i Sprawiedliwość | | | |
| | | | |
| - Rafał Ambrozik - Włodzimierz Bernacki - Krzysztof Bieńkowski - Grzegorz Bierecki - Przemysław Błaszczyk - Anna Bogucka - Jerzy Chróścikowski - Grzegorz Czelej - Wiesław Dobkowski             | - Wiktor Durlak - Leszek Galemba - Stanisław Gogacz - Mieczysław Golba - Maciej Górski - Jan Hamerski - Józef Jodłowski - Andrzej Kalata - Stanisław Karczewski                                                       | - Marek Komorowski - Waldemar Kraska - Ryszard Majer - Robert Mamątow - Andrzej Pająk - Marek Pęk - Zdzisław Pupa - Jarosław Rusiecki | - Janina Sagatowska - Michał Seweryński - Wojciech Skurkiewicz - Krzysztof Słoń - Aleksander Szwed - Kazimierz Wiatr - Jacek Włosowicz - Alicja Zając              |
| Klub Senacki Trzecia Droga | | | |
| | | | |
| - Ryszard Bober - Gustaw Brzezin - Grzegorz Fedorowicz | - Michał Kamiński - Jan Libicki - Piotr Masłowski | - Waldemar Pawlak - Mirosław Różański - Jacek Trela | - Kazimierz Ujazdowski - Józef Zając - Maciej Żywno |
| Koalicyjny Klub Parlamentarny Lewicy (Nowa Lewica, PPS, Unia Pracy) | | | |
| | | | |
| - Magdalena Biejat - Anna Górska | - Marcin Karpiński - Wojciech Konieczny | - Maciej Kopiec - Stanisław Pawlak | - Małgorzata Sekuła-Szmajdzińska - Waldemar Witkowski |
| Koło Senackie Niezależni i Samorządni | | | |
| | | | |
| - Andrzej Dziuba | - Zygmunt Frankiewicz | - Wadim Tyszkiewicz | |
| Senatorowie niezrzeszeni | | | |
| | | | |
| - Piotr Woźniak | | | |

### Zmiany liczebności klubów i kół w czasie kadencji
|            | Klub lub koło | Klub lub koło | Klub lub koło | Klub lub koło | Klub lub koło | Niez. | Razem | Wakaty |
| KO         | PiS           | TD            | Lewica        | NiS           |               | Niez. | Razem | Wakaty |
| ---------- | ------------- | ------------- | ------------- | ------------- | ------------- | ----- | ----- | ------ |
|            |               |               |               |               |               |       | Razem | Wakaty |
| 13-11-2023 | 41            | 34            | 12            | 9             | 4             | –     | 100   | –      |
| 22-02-2024 | 42            | 34            | 12            | 9             | 3             | –     | 100   | –      |
| 22-04-2024 | 42            | 34            | 12            | 8             | 3             | –     | 99    | 1      |
| 24-07-2024 | 42            | 34            | 12            | 9             | 3             | –     | 100   | –      |
| 17-11-2024 | 41            | 34            | 12            | 9             | 3             | –     | 99    | 1      |
| 26-03-2025 | 42            | 34            | 12            | 9             | 3             | –     | 100   | –      |
| 27-04-2025 | 42            | 34            | 12            | 8             | 3             | 1     | 100   | –      |

## Przewodniczący komisji
| Komisja                                                     | Data wyboru       | Przewodniczący komisji     | Przewodniczący komisji      |
| ----------------------------------------------------------- | ----------------- | -------------------------- | --------------------------- |
| Komisja Budżetu i Finansów Publicznych                      | 29 listopada 2023 |                            | Kazimierz Kleina (KO)       |
| Komisja Edukacji                                            | 29 listopada 2023 |                            | Waldemar Witkowski (NL)     |
| Komisja Gospodarki Narodowej i Innowacyjności               | 29 listopada 2023 |                            | Waldemar Pawlak (TD)        |
| Komisja Infrastruktury                                      | 29 listopada 2023 |                            | Jan Hamerski (PiS)          |
| Komisja Klimatu i Środowiska                                | 29 listopada 2023 |                            | Stanisław Gawłowski (KO)    |
| Komisja Kultury i Środków Przekazu                          | 29 listopada 2023 | Jerzy Fedorowicz (KO)      |                             |
| Komisja Nauki                                               | 29 listopada 2023 |                            | Kazimierz Wiatr (PiS)       |
| Komisja Obrony Narodowej                                    | 29 listopada 2023 |                            | Mirosław Różański (TD)      |
| Komisja Petycji                                             | 29 listopada 2023 |                            | Robert Mamątow (PiS)        |
| Komisja Praw Człowieka i Praworządności                     | 29 listopada 2023 |                            | Marcin Karpiński (NL)       |
| Komisja Regulaminowa, Etyki i Spraw Senatorskich            | 13 listopada 2023 |                            | Sławomir Rybicki (KO)       |
| Komisja Rodziny, Polityki Senioralnej i Społecznej          | 29 listopada 2023 |                            | Janina Sagatowska (PiS)     |
| Komisja Rolnictwa i Rozwoju Wsi                             | 29 listopada 2023 |                            | Ryszard Bober (TD)          |
| Komisja Samorządu Terytorialnego i Administracji Państwowej | 29 listopada 2023 |                            | Zygmunt Frankiewicz (KSNiS) |
| Komisja Spraw Emigracji i Łączności z Polakami za Granicą   | 29 listopada 2023 |                            | Bogdan Borusewicz (KO)      |
| Komisja Spraw Unii Europejskiej                             | 29 listopada 2023 |                            | Bogdan Klich (KO)           |
| Komisja Spraw Unii Europejskiej                             | 17 listopada 2024 |                            | wakat                       |
| Komisja Spraw Unii Europejskiej                             | 3 grudnia 2024    |                            | Tomasz Grodzki (KO)         |
| Komisja Spraw Zagranicznych                                 | 29 listopada 2023 |                            | Grzegorz Schetyna (KO)      |
| Komisja Ustawodawcza                                        | 29 listopada 2023 | Krzysztof Kwiatkowski (KO) |                             |
| Komisja Zdrowia                                             | 29 listopada 2023 | Beata Małecka-Libera (KO)  |                             |

6 senatorów pełniło tę samą funkcję w Senacie X kadencji: Zygmunt Frankiewicz, Jan Hamerski, Kazimierz Kleina, Krzysztof Kwiatkowski, Beata Małecka-Libera oraz Sławomir Rybicki.

## Zmiany w składzie
- 13 listopada 2023
  - Małgorzata Kidawa-Błońska została wybrana na marszałka Senatu.
  - Magdalena Biejat została wybrana na wicemarszałka Senatu.
  - Rafał Grupiński został wybrany na wicemarszałka Senatu.
  - Michał Kamiński został wybrany na wicemarszałka Senatu.
  - Maciej Żywno został wybrany na wicemarszałka Senatu.

- 22 lutego 2024
  - Krzysztof Kwiatkowski wystąpił z KS Niezależni i Samorządni i wstąpił do KP Koalicja Obywatelska[13].
- 22 kwietnia 2024
  - wygasł mandat senatora Krzysztofa Kukuckiego, w związku z wyborem na urząd Prezydenta Miasta Włocławka[12].
- 24 lipca 2024
  - Stanisław Pawlak złożył ślubowanie senatorskie i objął mandat sprawowany uprzednio przez Krzysztofa Kukuckiego[14].
- 17 listopada 2024
  - Bogdan Klich zrzekł się mandatu senatorskiego[10].
- 26 marca 2025
  - Monika Piątkowska złożyła ślubowanie senatorskie i objęła mandat sprawowany uprzednio przez Bogdana Klicha.
- 27 kwietnia 2025
  - Piotr Woźniak został wykluczony z KKP Lewicy i został senatorem niezrzeszonym.

## Dodatkowe informacje o senatorach wybranych 15 października 2023

### Płeć
- kobiety –  19
- mężczyźni – 81

### Wiek
- poniżej 40 lat – 1
- od 40 do 49 lat – 15
- od 50 do 59 lat – 26
- od 60 do 69 lat – 43
- od 70 do 79 lat – 14
- 80 lat lub więcej – 1
- najstarszy senator – Michał Seweryński (84 lata; ur. 1 lipca 1939)
- najmłodszy senator – Maciej Kopiec (33 lata; ur. 12 lipca 1990)

### Staż parlamentarny
senatorowie:
- ze stażem senatorskim – 66, w tym:
  - 6 kadencji – 1
  - 5 kadencji – 7
  - 4 kadencje – 5
  - 3 kadencje – 14
  - 2 kadencje – 13
  - 1 kadencja – 26
- bez stażu senatorskiego – 34, w tym:
  - ze stażem poselskim – 15
  - bez stażu parlamentarnego – 19
- senator z najdłuższym stażem senatorskim – Jerzy Chróścikowski (6 kadencji: IV oraz od VI do X)
- senatorowie z najdłuższym nieprzerwanym stażem senatorskim: Bogdan Borusewicz, Jerzy Chróścikowski, Stanisław Karczewski, Waldemar Kraska i Kazimierz Wiatr (wszyscy 5 kolejnych kadencji od VI do X; od 20 października 2005)
- 39 senatorów sprawowało wcześniej mandat posła na Sejm
  - senator z najdłuższym stażem poselskim – Waldemar Pawlak (8 kadencji: X PRL oraz od I do VII RP)
- 6 senatorów sprawowało wcześniej mandat posła do Parlamentu Europejskiego
  - senator z najdłuższym stażem posła do Parlamentu Europejskiego – Michał Kamiński (3 kadencje: V, VI i VII)
- senatorowie z najdłuższym łącznym stażem parlamentarnym – po 8 kadencji: Bogdan Borusewicz (poseł od I do III oraz senator od VI do X), Marek Borowski (poseł od I do IV i VI oraz senator od VIII do X) i Waldemar Pawlak (poseł X PRL oraz od I do VII RP)
- senator z najdłuższym nieprzerwanym stażem parlamentarnym – Grzegorz Schetyna (poseł od III do IX kadencji; od 20 października 1997)

### Rezultaty w wyborach
- senator, który otrzymał największą liczbę głosów – Adam Bodnar (628 442)
- senator, który otrzymał najmniejszą liczbę głosów – Józef Zając (50 763), Stanisław Pawlak (9 888)[n][15]
- senator, który uzyskał najwyższy odsetek ważnych głosów – Rafał Grupiński (77,64%)
- senator, który uzyskał najniższy odsetek ważnych głosów – Aleksander Szwed (35,77%)
- senator, który uzyskał mandat największą różnicą głosów – Adam Bodnar (435 086)
- senator, który uzyskał mandat najmniejszą różnicą głosów – Aleksander Szwed (503)
- liczba senatorów, którzy uzyskali:
  - co najmniej 70% ważnych głosów – 9
  - od 60 do 69,99% ważnych głosów – 9
  - od 50 do 59,99% ważnych głosów – 32
  - od 40 do 49,99% ważnych głosów – 42
  - poniżej 40% ważnych głosów – 8

### Przynależność partyjna
- Platforma Obywatelska RP – 36
- Prawo i Sprawiedliwość – 29
- Nowa Lewica – 5
- Polska 2050 Szymona Hołowni – 5
- Polskie Stronnictwo Ludowe – 4
- Lewica Razem – 2
- Centrum dla Polski – 1
- Polska Partia Socjalistyczna – 1
- Porozumienie – 1
- Suwerenna Polska – 1
- Unia Europejskich Demokratów – 1
- Unia Pracy – 1
- bez przynależności partyjnej – 13

Zródła: